# Eudendrium boreale
Eudendrium boreale is een hydroïdpoliep uit de familie Eudendriidae. De poliep komt uit het geslacht Eudendrium. Eudendrium boreale werd in 1954 voor het eerst wetenschappelijk beschreven door Yamada. 